# Summacanthium androgynum
Summacanthium androgynum là một loài nhện trong họ Miturgidae.
Loài này thuộc chi Summacanthium. Summacanthium androgynum được Christa L. Deeleman-Reinhold miêu tả năm 2001.